# Joyce Meyer
Joyce Meyer (nascida Pauline Joyce Hutchison Meyer, 04 de junho de 1943) é uma professora bíblica e autora cristã, muito profícua para tratar no campo da cura da alma, dos traumas de infância, e também sobre as idiossincrasias humanas. Seu ministério tem sede em St. Louis, subúrbio de Fenton , Missouri. Meyer e seu marido Dave têm quatro filhos adultos, e vivem fora de St. Louis, Missouri.
Escreveu O Campo de Batalha da Mente, um livro que ensina que as maiores batalhas são travadas na mente humana, e ensina que se o homem trabalhar sua fé e seu espírito humano, para essa guerra interior, ele vencerá as maiores batalhas por qual passará em sua vida. Defende que se as batalhas são vencidas no mundo da psique humana, as vitórias materiais serão uma consequências.

## Início da vida
Meyer nasceu "Pauline Joyce Hutchison" no sul de St. Louis , em 1943. Seu pai foi para o exército para lutar na Segunda Guerra Mundial logo depois que ela nasceu. Ela disse em entrevistas que ele começou a abusar sexualmente dela em seu retorno, e discute essa experiência em suas reuniões.
Graduada na O'Fallon Technical High School, em St. Louis, ela se casou com um vendedor de carros a tempo parcial logo após seu último ano do ensino médio. O casamento durou cinco anos. Ela afirma que o marido a traía com frequência e convenceu-a a roubar cheques de seu empregador. Eles usaram o dinheiro para ir de férias para a Califórnia. Ela afirma que devolveu o dinheiro anos mais tarde. Após o seu divórcio , Meyer freqüentado bares locais antes de conhecer Dave Meyer, um desenhista de engenharia. Eles se casaram em 7 de janeiro de 1967.
Meyer também relata que ela estava orando intensamente durante a viagem da condução para o trabalho numa manhã de 1976, quando ela disse que ouviu Deus chamar seu nome. Ela havia nascido de novo aos nove anos, mas sua infelicidade fez se apostatar de sua fé.
| “ | Eu não tinha nenhum conhecimento. Eu não ia à igreja. E eu tinha um monte de problemas, e eu precisava de alguém para me ajudar. E eu acho que, às vezes, até mesmo as pessoas que servem a Deus, eles têm tantos problemas que eles não pensam direito e eles não agem certo e eles não se comportam bem, seria quase preciso alguém para levá-los pela mão e ajudar a levá-los através dos primeiros anos. | ” |

Meyer foi brevemente membro da Igreja Luterana do Nosso Salvador, em St. Louis, uma congregação da Igreja Luterana - Sínodo de Missouri.

## Ministério
Ela começou a liderar uma classe bíblica no início da manhã em uma cafeteria local e tornou-se ativo e uma Igreja carismática, em Fenton. Dentro de alguns anos, Meyer foi uma pastora associado à Igreja. A Igreja tornou-se uma das principais Igrejas carismáticas na área. Ela também começou a ser exibida uma transmissão de rádio de 15 minutos diariamente em uma emissora de rádio em St. Louis.
De acordo com Joyce Meyer Ministries, Meyer ganhou seu doutorado pela Universidade de Vida Cristã, uma instituição não credenciada em Tampa, Flórida. Meyer recebeu um doutorado honorário pela Oral Roberts University, uma instituição acreditada em Tulsa, Oklahoma.
Em 1985, Meyer renunciou ao cargo de  pastora adjunta e fundou seu próprio ministério, inicialmente chamado de "Vida na Palavra". Ela começou a ser exibida em seu programa de rádio e em mais seis estações de Chicago.
Em 1993, seu marido Dave sugeriu que começasse um ministério na televisão. Inicialmente foi exibida na WGN-TV e em Chicago na Black Entertainment Television (BET). Seu programa, agora chamado "Desfrutando a vida diária", ainda está no ar hoje.
Com a ajuda de Dave, ela fundou a Saint-Louis Dream Center em 2000.
Em 2004, a emissora de televisão St. Louis Christian KNLC, operado pelo Rev. Larry Arroz da New Life Evangelística Center, cancelou programação de Meyer. Segundo Rice, o apoio ao "estilo de vida excessivo" e seus ensinamentos muitas vezes indo "além das Escrituras" foram o impulso para cancelar o programa.
Em 2005, a listagem dos "25 Evangélicos Mais Influentes da América" pela revista Time, classificou Meyer como 17ª.
Recentemente em uma de suas pregações admitiu que a teologia da prosperidade entra em "desequilíbrio" com os princípios do evangelho, ela afirma que os problemas acontecem com todas as pessoas por mais fé que se tenha, ninguém é livre de problemas neste mundo, desse modo admite ter se afastado do pensamento da prosperidade.
Meyer fala com humor, compartilhando suas próprias deficiências e tendo "jabs" lúdicas no comportamento estereotipado Igreja. Um favorito é a rotina "robô", no qual ela vai para uma imitação de um robô cantando "E eu? E eu?".

## Salário e Finança

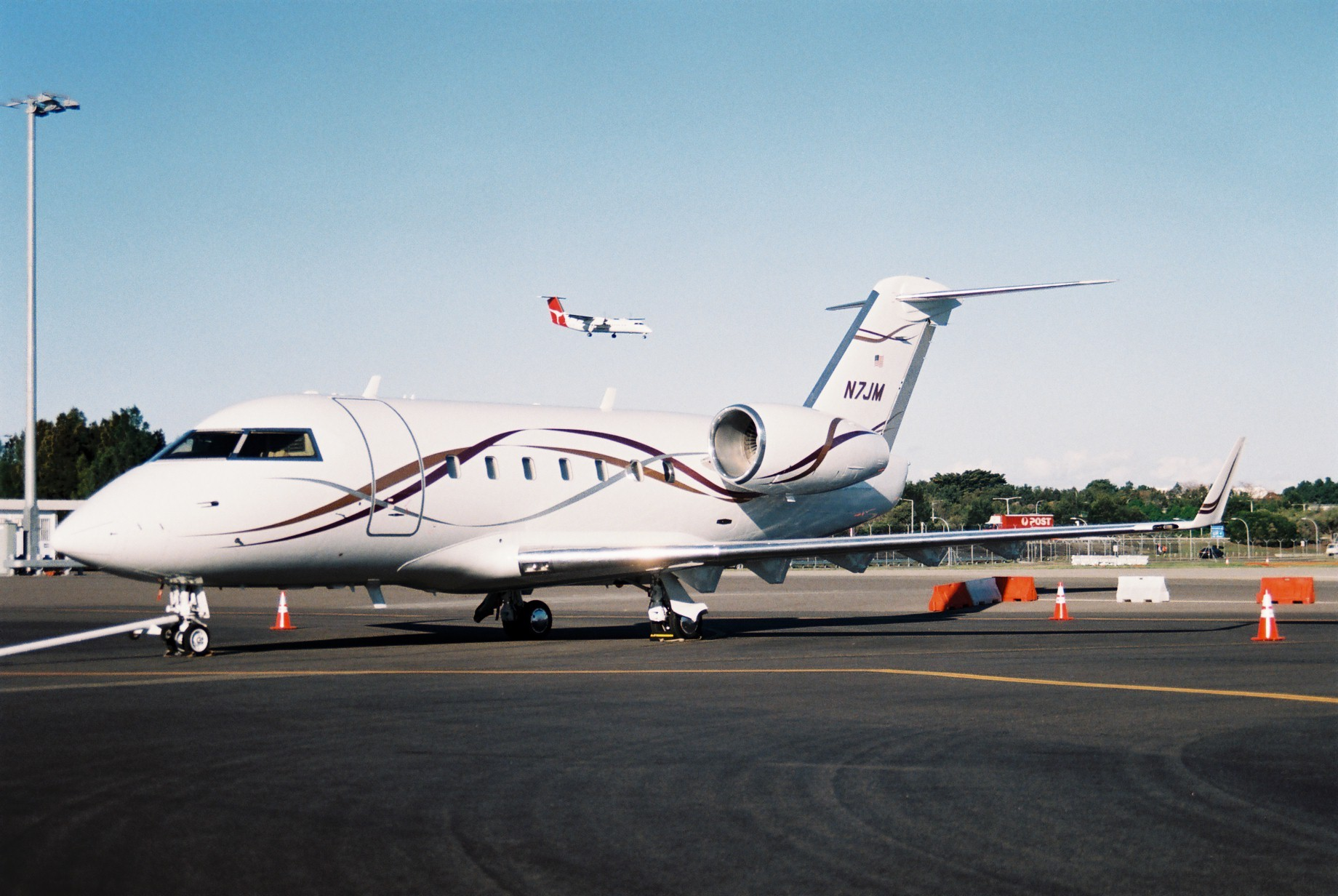
Joyce Meyer costumava viajar neste Bombardier Challenger 600; visto na foto em Sydney, Austrália, quando ela foi uma convidada especial na Conferência Hillsong em Julho de 2005 no país. Desde então foi substituído por um Gulfstream G-IV (número de série 1132).

Meyer, que possui várias residências e viaja de jato particular (atualmente um Gulfstream G-IV), tem sido criticada por colegas por viver um estilo de vida excessivo. Ela respondeu que não precisa defender seus hábitos de consumo pois "... não há necessidade de se desculpar por ser abençoada." Meyer comentou, "Você pode ser uma pessoa de negócios aqui em St. Louis, e pessoas pensam o quanto mais você tem, mais maravilhoso é... mas se você é um pregador, então de repente tudo é um problema."
Em Novembro de 2003, o jornal St. Louis Post-Dispatch publicou uma reportagem especial de quatro partes detalhando a fortuna de Meyer, incluindo "jato corporativo de 10 milhões, o sedan Mercedes de seu marido de $107,000 dólares, sua casa de 2 milhões de dólares e residências no valor de outros 2 milhões para seus quatro filhos," uma sede de $20 milhões, equipada com "5.7 milhões dólares de mobiliário, obras de arte, artigos de vidro, e os mais modernos equipamentos e máquinas", incluindo uma "mesa redonda de malaquita de 30.000 dólares, uma cômoda antiga com tampo de mármore de 23,000 dólares, uma Via Crucis de 7.000 dólares em porcelana de Dresden, uma escultura de águia de 6.300 dólares em um pedestal, outra águia de prata comprada por US $ 5.000, e inúmeras pinturas adquiridas por US $ 1.000 a US $ 4.000 cada um ", entre muitos outros itens caros - todos pagos pelo ministério. Os artigos fizeram com que a organização Wall Watchers (um grupo investigativo cristão sem fins lucrativos) solicitasse por investigação de Meyer e sua família pelo serviço de receita dos Estados Unidos, o Internal Revenue Service (IRS).
Após a publicidade negativa sobre seu estilo de vida e solicitação do Ministry Watch por sondagem do IRS, Meyer anunciou em 2004 planos para tomar uma redução salarial dos $900.000 dólares por ano que ela vinha recebendo de Joyce Meyer Ministries (além dos $450.000 que seu marido recebia) e optar por manter um valor maior de seus royalties das vendas de livros dos quais anteriormente eram doados de volta para o seu próprio ministério, o Joyce Meyer Ministries. Ela agora mantém royalties sobre livros vendidos fora do ministério por meio de lojas de varejo, como Walmart, Amazon.com, e livrarias, enquanto continua a doar royalties para ministério dos livros vendidos através de suas conferências, catálogos, website, e programa de televisão. "O efeito líquido de tudo isso", observa Ministry Watch, "era mais provável um aumento considerável na remuneração pessoal de Joyce Meyer e receitas reduzidas para JMM." Em um artigo no St. Louis Business Journal, o diretor de relações públicas de Joyce Meyer, Mark Sutherland, confirmou que sua nova renda seria "muito acima" dos seus níveis anteriores.
Joyce Meyer Ministries foi um dos seis investigados pelo inquérito do Senado dos Estados Unidos sobre o status de isenção fiscal de organizações religiosas pelo senador Chuck Grassley. O inquérito procurou determinar se Meyer fez qualquer lucro pessoal de doações financeiras, pedindo uma contabilidade detalhada para coisas como cirurgia plástica e contas bancárias estrangeiras e citando tais despesas como a cômoda de 23 mil dólares mencionada anteriormente. Grassley também pediu que o ministério de Meyer tornasse a informação disponível até 6 de dezembro de 2007. Em sua resposta em 29 de Novembro a Grassley, Meyer observa que a cômoda é um "chest of drawers", apesar de o mesmo ser essencialmente sinônimo de cômoda. Meyer responde que fazia parte de um grande lote de itens, totalizando 262 mil dólares que eram necessários para mobiliar os 14 mil metros quadrados da sede do ministério que adquiriu em 2001. Ela disse preço da cômoda era um "valor errante" atribuído pelo agente de venda e pediu desculpas por "não prestar muita atenção aos específicos 'valores atribuídos' que foram colocados sobre as peças." Joyce Meyer Ministries respondeu com um boletim em sua lista de e-mail em 9 de novembro de 2007. A organização referiu seus relatórios financeiros anuais, afirmando que, em 2006, o ministério teve como 82 por cento de suas despesas totais "para divulgação e serviços de programas para alcançar as pessoas com o Evangelho de Jesus Cristo, como atestado pela empresa de auditoria independente Stanfield & O'Dell, LLP ". A mensagem também citou uma carta da Receita Federal de 10 de Outubro de 2007, que declarou: "Nós determinamos que você [Joyce Meyer Ministries] continua a qualificar-se como uma organização isenta de imposto de renda federal sob a seção IRC 501 (c) (3). A mesma informação também foi publicada no site do ministério.

## Acreditação ECFA
Em 2009, os Ministérios Joyce Meyer receberam credenciamento do Conselho Evangélico de Responsabilidade Financeira (ECFA). Em um anúncio em 12 de março de 2009, o ECFA disse que os Ministérios Joyce Meyer e a Universidade Oral Roberts atenderam aos seus requisitos de "'administração responsável', que envolve responsabilidade financeira dos ministérios, transparência, governança do conselho e práticas de arrecadação de fundos".

## Polêmico Homicídio Culposo do Chefe de Segurança de Joyce Meyer
Em 5 de maio de 2009, Christopher Coleman, chefe de segurança do Ministério Joyce Meyer, foi preso sob suspeita de assassinato depois que a polícia descobriu os corpos da esposa de Coleman, Sheri Coleman, e de dois filhos em sua residência, tendo morrido de aparente estrangulamento. Em 10 de maio de 2011, após um longo julgamento, Christopher Coleman foi considerado culpado de três acusações de assassinato em primeiro grau e foi condenado a três penas de prisão perpétua. Segundo o promotor Kris Reitz, os assassinatos foram cometidos como parte de um plano premeditado de trocar sua esposa por outra mulher com quem ele mantinha um caso. De acordo com Reitz, Coleman estava preocupado com o fato de que, se seu caso extraconjugal se tornasse público, isso resultaria na perda do emprego no Ministério Joyce Meyer. Meyer forneceu depoimento pré-gravado durante o julgamento criminal de Coleman. O caso foi apresentado em um episódio de Forensic Files II em 6 de março de 2022, intitulado "Words Matter".
A família de Sheri Coleman entrou com uma ação por homicídio culposo contra o Ministério Joyce Meyer, citando que a morte dos três foi resultado da negligência de Meyer como conselheiro. De acordo com o processo, Christopher Coleman enviou anonimamente várias cartas ameaçadoras à sua família como forma de afastar de si mesmo as suspeitas do assassinato. O processo também alegou que, como conselheiro de Christopher e Sheri Coleman, Meyer deveria ter suspeitas razoáveis de que as cartas foram enviadas por Coleman e avisar Sheri. A ação foi julgada improcedente pelo juiz Richard Aguirre em 2013.

## Obras
- 100 Maneiras de simplificar sua vida
- A decisão mais importante que você deve tomar
- A Mulher confiante
- A Revolução do Amor
- Administre Suas Emoções
- Beleza em vez de cinzas
- Campo de Batalha da Mente
- Campo de Batalha da Mente para adolescentes
- Campo de Batalha da Mente para crianças
- Campo de Batalha da Mente - Guia de Estudos
- Coma o biscoito...compre os sapatos
- Começando bem o seu dia
- Como ouvir a Voz de Deus
- Conversa franca sobre Depressão
- Conversa franca sobre Desânimo
- Conversa franca sobre Estresse
- Conversa franca sobre Insegurança
- Conversa franca sobre Medo
- Conversa franca sobre Preocupação
- Conversa franca sobre Solidão
- Curando o coração ferido
- Diga a eles que os amo
- Eu Desafio Você
- Eu minha boca grande
- Formação de um Líder
- Guia de Estudo Campo de Batalha da Mente
- Nunca Desista
- O Segredo para a Verdadeira Felicidade
- O vício de agradar a todos
- Pareça Maravilhosa Sinta-se Maravilhosa
- Paz
- Pensamentos Poderosos
- Raiz da rejeição
- Reduza-me ao Amor
- Se não fosse pela graça de Deus
- Sete coisas que roubam a sua alegria
- Terminando bem o seu dia
- Um Novo Dia, Um Novo Você